# Digital

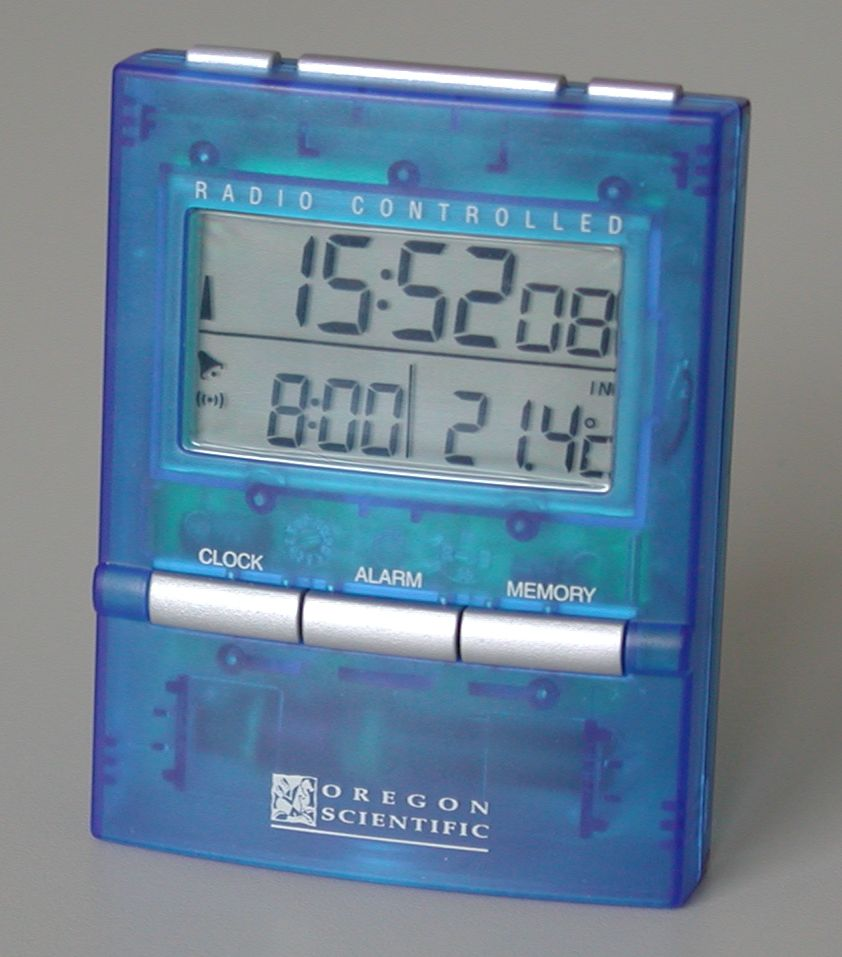
Digital klocka.

Digital kommer från engelskans digit (för siffra) som i sin tur kommer från latinets digitus i betydelsen finger. Begreppet digital kommer således endast indirekt från den gamla seden att räkna på fingrarna, men det handlar likväl om räkning med diskreta storheter, sådana som kan uttryckas med siffror (motsatsen är analog). Däremot kan en läkare utföra en digital undersökning, det vill säga en undersökning med fingrarna.

## Grundläggande begrepp
Data i form av siffror eller motsvarande diskreta tillstånd är således digital. Begreppet har generaliserats så att även information uttryckt via någon annan begränsad mängd av diskreta symboler (exempelvis bokstäver) ofta beskrivs som digital, även om både diskret och symbolisk egentligen är mer korrekta termer. Allt från hieroglyfer eller notskrift till det logiska lagringsformatet på en CD-skiva eller en webbsida, är alltså digitalt i en sådan bemärkelse. 
Om informationen däremot lagras, moduleras eller överförs som en kontinuerligt varierande storhet brukar den beskrivas som analog, ett begrepp som härstammar från så kallade analogimaskiner, ibland kallade analoga datorer. Sedan 1970-talet säger man därför ofta analog elektronik (istället för bara elektronik, elektroteknik eller liknande). Välkända exempel på system baserade på kontinuerliga ("analoga") signaler är mikrofoner, högtalare, (äldre) telefoner, servosystem (i allt från industrirobotar till radiostyrda bilar), system för kommunikationsradio, AM och FM-radio, 1900-talets tv-standarder med färgsystem som PAL, Secam och NTSC, grammofoner (från stenkakor till LP-skivor) och magnetband för audio, exempelvis kassettband. Här kan också nämnas den analoga synthesizern, en nära släkting till nämnda analogimaskiner.

### För- och nackdelar
Analog information påverkas alltid, mer eller mindre, av olinjäriteter och brus, vid varje operation eller överföring. Digital information kan däremot kopieras, om och om igen, med identiskt resultat varje gång, trots de små störningar i överföringen som alltid förekommer i varje fysisk anordning. Även större störningar eller avbrott kan förhindras korrumpera data genom att använda checksumma eller felkorrigerande koder. Priset för den digitala teknikens exakta reproducerbarhet är att det typiskt krävs flera tiopotenser så många komponenter i digitala system som i motsvarande analoga system med liknande kvalitet och upplösning.

### Överförd betydelse
Betydelsen av digital och digitalisering är kontextberoende. Ursprungligen, och än idag i tekniska sammanhang, avser digitalisering omvandling av analoga signaler till digitala (AD-omvandling), exempelvis ljud eller bild som omvandlas till nollor och ettor. Begreppet har med tiden också kommit att användas om att skanna dokument så att de kan lagras som bilder på digitalt lagringsmedia, eller att manuellt rita av bilder med digitaliseringsbord. Senare har det även utvidgats till att omfatta manuell avskrift eller maskinell tolkning av dokuments innehåll (OCR-inläsning) till textfiler eller till indexerade sökbara bildfiler. Signalen från ett modem beskrivs i läroböcker i elektronik och datateknik som analog (eftersom den elektriska signalen utgörs av toner eller sinusvågor som har kontinuerligt varierande spänning) och i läroböcker i telekommunikation och datatransmission som digital (eftersom signalen representerar en ström av nollor och ettor, och växlar mellan ett diskret antal vågformer). Man bör således precisera sammanhanget, miljön, exempelvis om man avser det fysiska överförings- eller lagringsmediet, eller vad som representeras eller bearbetas, och på vilken abstraktionsnivå signalen kan beskrivas som digital.
Inom samhällsvetenskap och politik har begreppet digitalisering börjat användas i överförd betydelse om införande av informationsteknologi och övergång till informationssamhället, och om ändrade arbetsmetoder och samhällsstrukturer i samband med detta införande. Digitalisering kan således avse införande av nya Internetbaserade tjänster (ofta kallade e-tjänster), yrkesroller och undervisningsmetoder för e-lärande. Man använder begrepp som digitaliseringskommissionen och digitaliseringsrådet. Även ordet digital har fått en överförd betydelse, i uttryck som "det digitala samhället", "digital mognad/kompetens", etc. "Digitala medier" avser i detta sammanhang nya massmedier som är tillgängliga via Internet, dator eller mobiltelefon. I detta sammanhang kan "digital" betyda ny teknik med vag definition, och kontrasteras då mot äldre teknik, exempelvis text i en bok eller beräkning med papper och penna som då betecknas som "analoga", även om innehållet är i form av text eller siffror och i en mening är digitalt.

## Talrepresentation
Många (inte alla) tidiga digitala räknemaskiner använde det vanliga decimala talsystemet (mer eller mindre) direkt. Det gällde framförallt mekaniska räknemaskiner (tio lägen på ett sifferhjul) men även en del datorer, både mekaniska, elektromekaniska och elektroniska (en av tio vippor satt). Moderna datorers digitala data är dock nästan uteslutande uppbyggt i det binära talsystemet (ettor och nollor). Det beror främst på att det är lättare att bygga snabba elektroniska lagrings- och beräkningselement med endast två väldefinierade tillstånd att upprätthålla och läsa av.
Många kalkylatorer (miniräknare), mätinstrument och apparater, samt även vissa kategorier datorprogram, även moderna, använder dock en indirekt decimal representation som kallas BCD eller binary coded decimal. Den kan ses som en syntes och innebär att sekvenser av 4-bitsgrupper (fyra binära siffror) får representera de sekvenser av decimala siffror som används för att bygga upp och räkna med decimala tal. Här är det alltså endast siffrorna (ej talen) som representeras av binärtal.

### Matematik och systemteori
För digital systemteori betyder ordet digital diskontinuerlig, eftersom representationen av den digitala signalen ses som en matematisk diskontinuerlig funktion även om den i den fysiska (elektroniska) verkligheten är precis lika kontinuerlig som i analoga sammanhang (vägen mellan representationerna för etta respektive nolla är kontinuerlig).